# Craterocephalus kailolae
Craterocephalus kailolae is een straalvinnige vissensoort uit de familie van de koornaarvissen (Atherinidae). De wetenschappelijke naam van de soort is voor het eerst geldig gepubliceerd in 1987 door Ivantsoff, Crowley & Allen.